# Karl Oppermann (Ingenieur, 1766)

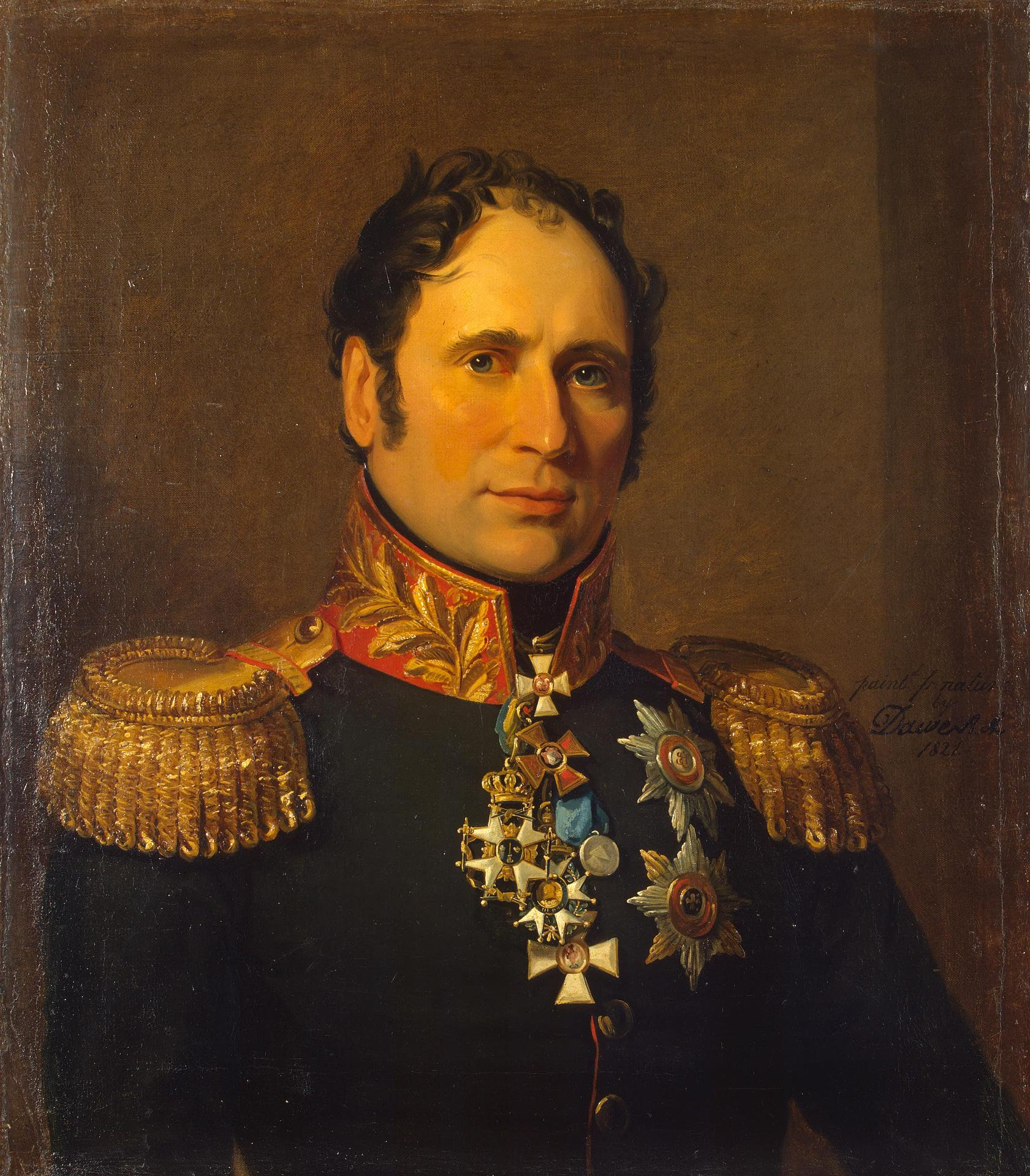
Karl Oppermann (1823–1825, George Dawe, Eremitage (Sankt Petersburg))

Karl Ludwig Wilhelm Oppermann (russisch Карл Иванович Опперман; * 12. November 1766 in Darmstadt; † 2. Julijul. / 14. Juli 1831greg. in Wyborg) war ein hessisch-russischer Militäringenieur, Kartograf und Offizier der Kaiserlich Russischen Armee.

## Leben
Oppermanns Vater war Geheimer Rat am hessischen Hof. Die Mutter war die Halbschwester Ludwig Heinrich von Nicolays. Der Vater sorgte für eine sorgfältige Ausbildung in den naturwissenschaftlichen Fächern und Mathematik sowie in Französisch, Latein und Griechisch.
1779 trat Oppermann in die hessische Armee ein und brachte es 1783 zum Ingenieur-Kapitän. Im gleichen Jahr reiste er zu seinem Onkel Ludwig Heinrich von Nicolay nach St. Petersburg und wurde von Katharina II. als Porutschik des Ingenieurkorps in die russische Armee aufgenommen. Er lernte eifrig Russisch, das er dann perfekt beherrschte.
Oppermann nahm am Russisch-Schwedischen Krieg (1788–1790) teil und war an fast allen Seeschlachten beteiligt, insbesondere an der Seeschlacht von Wyborg. Zum russischen Sieg in der Seeschlacht von Rotschenssalm (beim heutigen Kotka) 1789 trugen schnell aufgebaute Küstenbatterien bei. Oppermann zeichnete sich in der Seeschlacht von Bjorkesund bei Primorsk im Juli 1790 aus, wofür er den Russischen Orden des Heiligen Georg IV. Klasse erhielt und zum Ingenieur-Kapitän befördert wurde. Der Krieg endete für Oppermann mit Verwundung und Gefangennahme. Er kam 1791 zurück und lebte einige Zeit in Riga.
Im Russisch-Polnischen Krieg (1792) wurde Oppermann nach Polen geschickt, wo er mit den Konföderierten kämpfte. Dann war er an den Kämpfen während des Kościuszko-Aufstands 1794 beteiligt.
1795 wurde Oppermann zum Ingenieur-Major befördert. Er erarbeitete ein Projekt zur Befestigung der westlichen Grenzen des Russischen Kaiserreichs. 1797 wurde er von Paul I. dem kaiserlichen Kartenarchiv zugeordnet. Im gleichen Jahr wurde Oppermann Mitglied der Ingenieursexpedition des Militärkollegiums. 1799 wurde er wegen eines Konflikts mit Alexei Andrejewitsch Araktschejew als Ingenieur-Generalmajor beurlaubt. Ende 1800 wurde er von Paul I. ins Ingenieurkorps zurückgeholt und in das Wasserstraßen-Departement abgeordnet.
Nach dem Regierungsantritt Alexanders I. wurde Oppermann 1801 ins Kartenarchiv versetzt und dem Kaiser direkt zugeordnet. 1803 wurde Oppermann nach Finnland zur Verbesserung der Verteidigungsfähigkeit der Grenzfestungen geschickt. Dort leitete er die Arbeiten für die Erstellung der Hundertblattkarte des Russischen Reiches. Für diese Arbeit und die Erstellung eines vollständigen Atlasses der russischen Festungen erhielt er den Russischen Orden der Heiligen Anna I. Klasse.
Im Hinblick auf den drohenden Dritten Koalitionskrieg gegen Napoleon wurde Oppermann nach Italien geschickt, um im Geheimen die französischen Festungen zu erkunden. Offiziell war er Generalquartiermeister der russischen, britischen und neapolitanischen Truppen in Italien. Als 1806 die russische Flotte unter dem Kommando Dmitri Nikolajewitsch Senjawins in der Adria operierte, befand sich Oppermann auf Korfu und kehrte dann über Konstantinopel nach Russland zurück. Im Vierten Koalitionskrieg nahm Oppermann im Korps General Pjotr Kirillowitsch Essens 1807 an den Schlachten bei Ostrów Wielkopolski und Ostrołęka teil, wofür er mit dem Orden des Heiligen Wladimir III. Klasse ausgezeichnet wurde. Wegen des Krieges gegen Großbritannien (1807–1812) organisierte Oppermann in Kronstadt die Verteidigung. Im Russisch-Schwedischen Krieg (1808–1809) erneuerte er die Befestigungen in Wyborg, Nyslott und Tavastehus. 1809 brachte er als Inspektor des Ingenieurdepartements des Kriegsministeriums die Festungen im Westen des Landes einschließlich der Kiewer Festung auf den neuesten Stand. 1810 leitete er den Bau der Festungen Bobruisk und Dünaburg. Die Festung Bobruisk widerstand dann der Belagerung durch das Korps Jan Henryk Dąbrowskis des Herzogtums Warschau und der Blockade durch die französische Armee.
1810 gründete Oppermann die Ingenieurschule auf der Basis der 1804 von Jan Pieter van Suchtelen in St. Petersburg gegründeten Schule für Ingenieurkonduktoren.
Im Februar 1812 wurde Oppermann Direktor des Ingenieurdepartements. Im März 1812 wurde er Chef des Ingenieurdienstes der 1. Westarmee. Im Hinblick auf den drohenden Französisch-Russischen Krieg 1812 rüstete er die Festungen von Riga bis Kiew auf. Im Oktober 1812 kam er ins Hauptquartier der russischen Armee und kontrollierte praktisch die Ingenieurtruppen und ihre Versorgung. Er war an den Schlachten bei Wjasma im Oktober und Krasnoi im November beteiligt. Im Sechsten Koalitionskrieg leitete er im März 1813 die Ingenieursarbeiten bei der Belagerung der Festung Thorn. Darauf wurde er Generalstabschef der in Polen aufgestellten Reservearmee Levin August von Bennigsens. Oppermann kommandierte die Truppen bei der Blockade der Festung Modlin. 1813 war er beteiligt an den Schlachten bei Dresden im August, Pirna und Leipzig im Oktober und an den Belagerungen von Magdeburg und Hamburg.
Nach dem Krieg widmete sich Oppermann dem Aufbau des Ingenieurdepartements, formierte die Sappeur- und Pioniertruppen und verwaltete die Bauarbeiten in allen russischen Festungen. 1818 wurde er Wirklicher Assistent des Großfürsten Nikolaus I. und Generalinspektor der Ingenieurverbände. 1826 wurde er für den Gerichtsprozess gegen die Dekabristen in den Obersten Strafgerichtshof berufen. Im gleichen Jahr wurde er Ehrenmitglied der Kaiserlichen Akademie der Wissenschaften. Auch war er Ehrenmitglied der Russischen Mineralogischen Gesellschaft. Als Mitglied der Kommission für den Bau der Isaakskathedrale überwachte er die Baudurchführung. 1827 wurde er Oberkurator der lutherischen Peter-und-Paul-Kirche und reformierte die Petrischule. Im gleichen Jahr wurde er Chef der Michail-Artillerieschule und Mitglied des Staatsrats. 1829 erhielt er den Grafentitel. Im gleichen Jahr erarbeitete er ein Projekt zum Umbau der Brester Festung, der 1842 abgeschlossen wurde. 1830 wurde Oppermann mit dem Wiederaufbau der Festung Sveaborg beauftragt. Er begann sogleich die Projektierung, starb aber 1831 auf dem Weg nach Sveaborg an der sich in St. Petersburg ausbreitenden Cholera. Er wurde in St. Petersburg auf dem Cholerafriedhof auf dem Kulikowo Pole auf der Wyborger Seite begraben.
Oppermann war mit Caroline von Kelchen († Mai 1841), einer Tochter des Chirurgen Johann Heinrich von Kelchen (1723–1810) vermählt. Sein ältester Sohn Alexander wurde Offizier wie sein Vater und machte Karriere im Kaukasuskrieg (1817–1864). Der jüngste Sohn Leonti wurde ebenfalls Offizier und zeichnete sich im Krimkrieg aus. Ihr Halbbruder Justin Karlowitsch Oppermann war Professor an der Universität Göttingen.
1850 wurde ein neuer Turm am Fluss Bobruika der Festung Bobruisk nach Oppermann benannt.

## Ehrungen
- Goldenes Schwert für Tapferkeit mit Diamanten
- Russischer Orden des Heiligen Georg IV. Klasse (1789)
- Russischer Orden der Heiligen Anna II. Klasse (1799), dazu Diamanten (1803)
- Ehrenkommandeur des russischen Ordens des Heiligen Johann von Jerusalem (1799)
- Russischer Orden der Heiligen Anna I. Klasse (1805), dazu Diamanten (1807)
- Orden des Heiligen Wladimir III. Klasse (1807)
- Orden des Heiligen Wladimir II. Klasse (1810)
- Alexander-Newski-Orden (1812), dazu Diamanten (1814)
- Medaille 1812
- Russischer Orden des Heiligen Georg III. Klasse (1813)
- Großkreuz des Schwertordens (1813)
- Roter Adlerorden I. Klasse (1814)
- Kommandeur der Ehrenlegion (1815), Großkreuz (1827)
- Kommandeur des Dannebrogordens (1815)
- Orden des Heiligen Wladimir I. Klasse (1821)
- Medaille für den Einzug in Paris (1826)
- Orden des Heiligen Andreas des Erstberufenen (1830)